# Château de Larnagol
Le château de Larnagol est un château situé à Larnagol, en France.

## Localisation
Le château est situé rue du château, à Larnagol, dans le département français du Lot.

## Historique
Avant 1624, Charles de Cazilhac, baron de Cessac, est devenu vicomte de Larnagol et Calvignac. Son fils, François de Cazilhac, a vendu le 11 décembre 1638 la terre de Larnagol, avec un château ruiné, à Pierre de Laporte, appartenant à une vieille famille de magistrats de Figeac. 
En 1667, Pierre de Laporte, lieutenant général civil et criminel de la sénéchaussée, dénombre pour la baronnie de Larnagol, avec « deux chastaux fort vieux et ruinés situés dans le lieu de Larnagol avec écurie et patus, four banal et port, droit de péage sur le Lot, etc. ». Le château primitif est le château « supérieur ». Le château neuf est le château « inférieur ».
Les Laporte ont conservé la seigneurie de Larnagol jusqu'à la Révolution. Ils ont complètement transformé les bâtiments de la terrasse inférieure du lieu. Jean de Laporte, petit-fils de Pierre Laporte, entreprend la construction d'un nouveau château entre 1705 et 1729. Les travaux du château neuf ou « inférieur » sont dirigés par le maître maçon François Fortier à partir de 1712 qui fait une quasi-reconstruction totale du logis primitif, et édifie l'escalier monumental rampe-sur-rampe qui dessert les étages. Après 1729, son fils, Étienne-Alexandre de Laporte, continue et achève la construction dans les années 1780. Il a acheté pour 67 livres, entre 1768 et 1771, des balustres et des colonnes du château de Saint-Sulpice. Le décor Régence en stuc du deuxième étage a pu être exécuté par le stucateur italien Marc Orsini. Le château « supérieur » est devenu les dépendances.
Au XIXe siècle, le château appartient à Louis-Victor Benech, ensuite aux Sirand, puis à Antoine Bonhomme en 1869. 
L'ensemble du château est divisé avec l'acquisition en 1870 du château « supérieur » par la commune qui prévoit d'y installer les écoles et les bureaux de la mairie. Le château « inférieur » devient la propriété des Saint-Chamarand, puis des Gimberge, une famille de viticulteurs locaux, jusqu'à son achat en 1924 par le ferronnier d'art parisien Raymond Subes.
Du castrum médiéval de Larnagol subsistent dans le château « supérieur », les restes d'une maçonnerie qui pourrait être du XIe siècle, la base d'une tour à contreforts plats, peut-être du XIIe siècle ou du XIIIe siècle, englobée dans une reconstruction de la fin du XIIIe siècle ou du XIVe siècle. Dans le château « inférieur » son conservées dans l'une des élévations d'un bâtiment à deux étages des baies géminées datables de la fin du XIIIe siècle ou du XIVe siècle, dont les chapiteaux sont semblables à ceux de Cavaniès. Un beffroi carré du XVe siècle est adossé au logis. 
L'édifice est inscrit au titre des monuments historiques le 25 mai 2001.

## Description

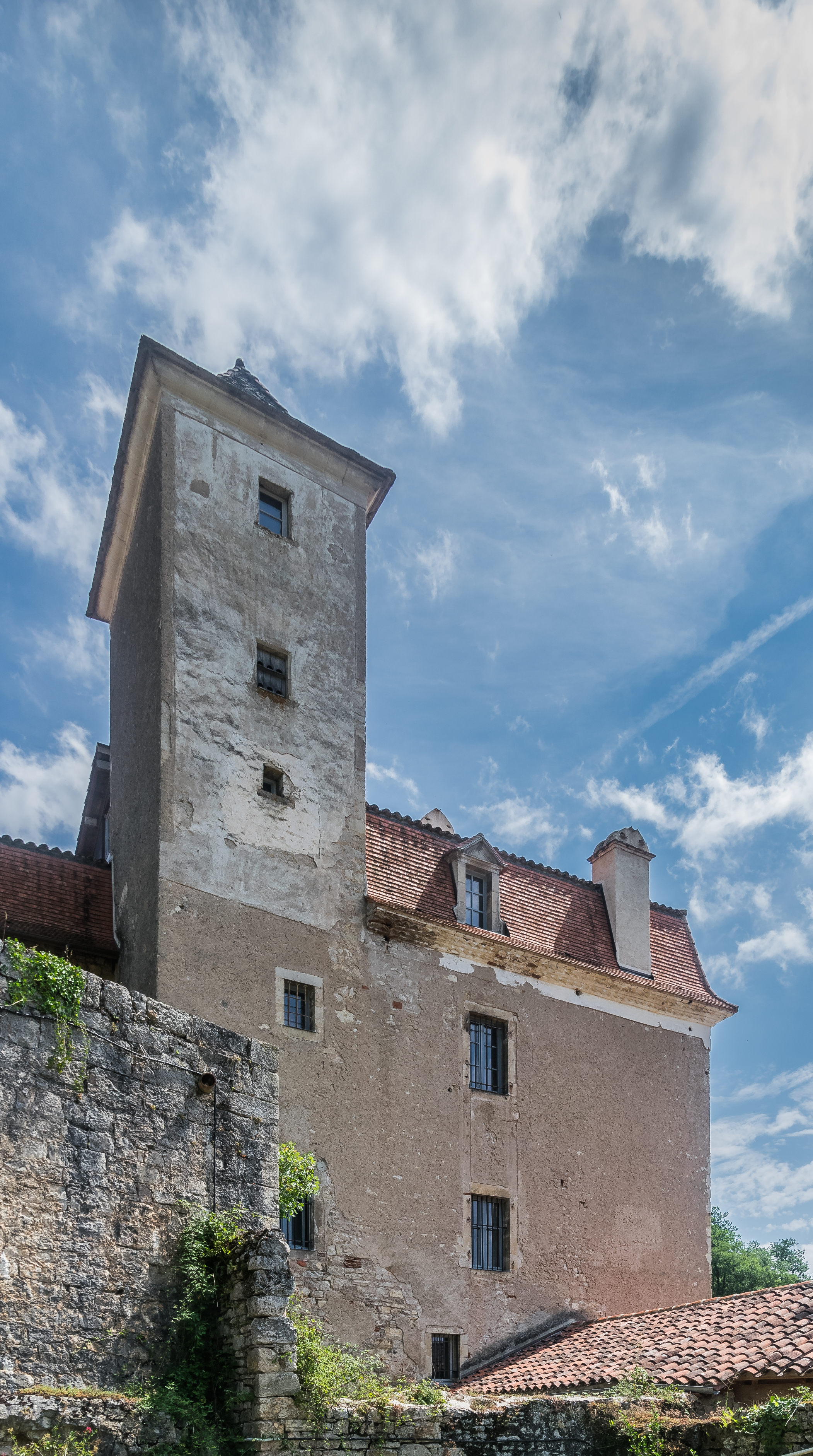
Château de Larnagol vue sur la tour.